# 데드리 홀
데드리 홀(Deidre Hall, 1947년 10월 31일 ~ )은 미국의 배우이다.

## 출연 작품
- 럭키 인 러브 (2014)
- OP 센터 (1995)
- 옛 연인들의 데이트 (1991)
- 와이즈가이 (1987)
- 할아버지는 멋쟁이 (1986)
- 끝없는 추적 (1984)
- 일렉트라 우먼 앤 다이나 걸 - 76년 TV시리즈 (1976)
- 더 영 앤 더 레스트리스 (1973)
- 119 구조대 (1972)
- 우리 생애 나날들 (1965)